# Nokia 6303 Classic
Nokia 6303 Classic – telefon komórkowy produkowany przez fińską firmę Nokia. Model ten wyposażony jest w aparat o rozdzielczości 3,2 Mpix oraz 2,2-calowy ekran. Telefon posiada standardowe wejście audio 3,5 mm, do którego można podłączyć dowolne akcesorium muzyczne tak by uzyskać w pełni funkcjonalny odtwarzacz muzyczny.

## Specyfikacja telefonu

### Sieć
- GSM 850
- GSM 900
- GSM 1800
- GSM 1900

### Wyświetlacz i grafika 3D
- Przekątna: 2,2"
- Rozdzielczość: QVGA (320 x 240 pikseli)
- Do 16,7 mln barw
- Matryca TFT

### Klawisze i sposób wprowadzania tekstu
Klawiatura numeryczna

### Barwy i obudowy
Dostępne kolory:
- Stalowy
- Matowa czerń

### Złącza
- Złącze Micro-USB
- Gniazdo 3,5 mm do podłączenia słuchawek stereofonicznych

### Pamięć
- Gniazdo karty pamięci microSD, możliwość wymiany podczas pracy, maks. 4 GB
- Pamięć wewnętrzna o pojemności 17 MB

### Zasilanie
- Standardowa bateria litowo-jonowa BL-5CT o pojemności 1050 mAh
- Czas rozmów (maksymalny): GSM 7 godz.
- Czas gotowości (maksymalny): GSM 450 godz.

## Komunikacja i nawigacja

### Częstotliwości działania
Trójzakresowy (EGSM 900/1800/1900)

### Transmisja danych
- GPRS (klasa 32)
- EDGE, klasa 32
- Obsługa TCP/IP
- Możliwość działania jako modem danych

### Łączność lokalna i synchronizacja danych
- Bluetooth w wersji 2.0 z obsługą Enhanced Data Rate
- Możliwość synchronizacji z komputerem PC za pomocą oprogramowania Nokia Ovi Suite

### Funkcje połączeń
- Wbudowany zestaw głośnomówiący
- Automatyczne odbieranie (z zestawem słuchawkowym lub samochodowym)
- Odbieranie dowolnym klawiszem
- Połączenia oczekujące i zawieszone, przekazywanie połączeń
- Licznik czasu połączeń
- Pamięć wybranych numerów, odebranych i nieodebranych połączeń
- Automatyczne ponowne wybieranie
- Szybkie wybieranie numeru
- Ulepszone wybieranie głosowe
- Obsługa stałego numeru wybierania
- Alarm wibracyjny (wbudowany)
- Boczne przyciski głośności
- Włączanie/wyłączanie wyciszenia
- Kontakty ze zdjęciami
- Połączenia konferencyjne z maks. 6 osobami

### Wiadomości
- SMS-y
- Lista ostatnio używanych numerów w edytorze * * * wiadomości
- Usuwanie wielu wiadomości SMS naraz
- Automatyczna zmiana rozmiarów obrazów dla potrzeb wiadomości MMS
- Wspólna skrzynka odbiorcza na wiadomości SMS i MMS
- Listy dystrybucyjne wiadomości

### Poczta elektroniczna
- Stosowane protokoły: IMAP, POP, SMTP
- Obsługa załączników wiadomości e-mail do 600 kB

### Przeglądarka internetowa
- Obsługiwane języki znaczników: HTML, XHTML, WML
- Stosowane protokoły: HTTP, WAP
- Obsługa TCP/IP
- Przeglądarka internetowa Nokia OSS
- - JavaScript w wersji 1.3 i 1.5
- - Obsługa ECMAScript
- - Obsługa CSS
- - OMA DRM w wersji 2.0
- Przeglądarka Opera Mini
- Oprogramowanie Nokia Mobile Search

### GPS i nawigacja
- Obsługa zewnętrznego odbiornika GPS
- Aplikacja Nokia Maps

### Obraz i dźwięk

#### Fotografia
- Aparat fotograficzny o rozdzielczości 3,2 mega pikseli
- Ośmiokrotne zbliżenie cyfrowe
- Automatyczna ostrość
- Podwójna lampa błyskowa LED
- Tryby pracy lampy: włączona, wyłączona, tryb automatyczny
- Tryby rejestracji: zdjęcia pojedyncze, zdjęcia seryjne, samowyzwalacz i wideo
- Ustawienia scenerii: automatyczne, pionowe, poziome
- Tryby odcieni: normalny, sepia, czarno-biały, negatyw
- Wizjer pełnoekranowy
- Orientacja pionowa i pozioma

#### Wideo
- Nagrywanie filmów o rozdzielczości do 640 x 480 pikseli (VGA) i z szybkością do 15 klatek na sekundę
- Czterokrotne cyfrowe zbliżenie wideo
- Tryby odcieni: 
  - normalny,
  - sepia,
  - czarno-biały,
  - negatyw
- Dzwonki wideo

#### Odtwarzanie muzyki i dźwięku
- Formaty odtwarzanych plików muzycznych: .mp3, .aac, .mp4, AAC+, rozszerzony AAC+, H.263, H.264
- Radio FM 87, 5-108 MHz z obsługą RDS
- Gniazdo 3,5 mm do podłączenia słuchawek stereofonicznych
- Dzwonki: mp3, aac, 64-tonowe polifoniczne (25 wbudowanych)

### Nagrywanie głosu i dźwięku
- Polecenia głosowe
- Dyktafon
- Formaty nagrywania dźwięku: AMR

- Personalizacja: profile, motywy, dzwonki
- Dzwonki: mp3, aac, 64-tonowe polifoniczne (25 wbudowanych)
- Dzwonki wideo

## Oprogramowanie

### Platforma oprogramowania i interfejs użytkownika
- S40
- Aktywny tryb gotowości
- Zdalne aktualizacje oprogramowania sprzętowego (FOTA)
- Tryb demonstracyjny
- Organizowanie informacji osobistych: kontakty, zegar, kalendarz itp.
- Przechowywanie do 2000 kontaktów
- Zaawansowana baza danych kontaktów: możliwość wprowadzenia dla każdego kontaktu więcej niż jednego numeru telefonu i adresu e-mail, kontakty z obrazami
- Możliwość przypisywania obrazów do kontaktów
- Obsługa grup kontaktów
- Zegar: analogowy i cyfrowy, strefy czasowe
- Stoper
- Minutnik z zadanymi czasami
- Budzik z możliwością ustawienia dzwonka lub radia
- Kalkulator
- Kalendarz z widokiem miesięcznym do 500 wpisów
- Konwerter
- Oprogramowanie Active Notes
- Lista spraw

### Aplikacje
- Java™ MIDP 2.0
- Flash Lite 3.0
- Przeglądarka internetowa Nokia OSS
- Przeglądarka Opera Mini
- Aplikacja Nokia Maps